# Grand Rivers
Grand Rivers è un comune degli Stati Uniti d'America, situato nello Stato del Kentucky, nella contea di Livingston.